# Tony Dunderfelt
Tony Stig Dunderfelt, född 14 oktober 1955 i Helsingfors, är en finländsk psykolog och författare. 
Dunderfelt, som blev filosofie magister 1988, är känd som populärvetenskaplig författare och föreläsare inom ämnet psykologi. Han har även medverkat flitigt i radio och television. Bland hans böcker märks Elämänkaaripsykologia (1991), Naisen ja miehen maailma (1996, svensk översättning Hon och han 1997), Henkilökemia (1998, svensk översättning Personkemi samma år) och Intuitio ja tunneviestintä (2001).